# Smoky (film, 1946)
Pour les articles homonymes, voir Smoky.
Pour plus de détails, voir Fiche technique et Distribution.
Smoky est un film américain en Technicolor réalisé par Louis King, sorti en 1946.
Il s'agit de la deuxième des trois adaptations cinématographiques du roman pour la jeunesse, Smoky, écrit par Will James en 1926. Les autres adaptations datent de 1933 et 1966.

## Synopsis
Dans l'Utah, Clint Barkley, un cow-boy solitaire, est témoin d'une cavalcade d'étalons sauvages, dont l'un attire particulièrement son attention. Il rend le cheval à son propriétaire légitime, Julie Richards, propriétaire de ranch, et demande un emploi.
Le cheval sauvage, Smoky, développe lentement une relation avec Clint, mais Jeff, le contremaître du ranch, ne fait pas confiance à ce nouvel employé vague et mystérieux sur son passé…

## Fiche technique
- Titre : Smoky
- Réalisation : Louis King
- Scénario : Lillie Hayward, Dwight Cummins et Dorothy Yost, d'après le roman Smoky de Will James (1927)
- Producteur : Robert Bassler
- Société de production et de distribution : 20th Century-Fox
- Musique : David Raksin
- Photographie : Charles G. Clarke
- Montage : Nick DeMaggio
- Pays de production :  États-Unis
- Langue d'origine : anglais américain
- Format : couleur (Technicolor) — 35 mm  — 1.37:1 — son : mono (Western Electric Mirrophonic Recording)
- Genre : western
- Durée : 87 min
- Dates de sortie : 
  - États-Unis : 26 juin 1946
  - France : 16 septembre 1949

## Distribution
- Fred MacMurray : Clint
- Anne Baxter : Julie
- Bruce Cabot : Frank
- Esther Dale : Gram
- Roy Roberts : Jeff
- Burl Ives : Willie

## Production
Des parties du film ont été tournées dans l'Utah : au le Parc National de Zion ainsi qu'à Fredonia, en Arizona, Cheyenne, dans le Wyoming, et à Burbank et Saugus, en Californie.